# Wolfgang Lauth
Wolfgang Lauth (* 15. Mai 1931 in Ludwigshafen; † 30. August 2011 in Mannheim) war ein deutscher Jazzmusiker (Pianist, Bandleader, Komponist).

## Wirken
Nach dem Studium an der Musikhochschule in Mannheim gründete er ein Quartett, dem zunächst Werner Pöhlert (Gitarre), Wolfgang Wagner (Bass) und Joe Hackbarth (Schlagzeug) angehörten, und das sich dem Cool Jazz widmete. Für den Hauspianisten des Heidelberger Cave 54 wurden die Jazzfestivals in Frankfurt am Main zum Sprungbrett in die nationale Szene: 1955 und 1956 wurde er zum Jazzmusiker des Jahres gewählt. Das Wolfgang-Lauth-Quartett erinnerte nun nicht nur von der Besetzung her an das Modern Jazz Quartet, da Lauth auch eine Vorliebe für Barockmusik pflegte. 1956/57 ging Lauth mit Joachim-Ernst Berendt auf eine Tournee unter dem Motto „Jazz und Alte Musik“, die mit 150 Vorstellungen zum erfolgreichsten Projekt der deutschen Jazzföderation wurde und für den LP-Mitschnitt 1958 den Preis der Deutschen Schallplattenkritik erhielt. 1957 veränderte sich der Sound der Band: Anstelle der Gitarre ertönte nun das Vibraphon von Fritz Hartschuh; als Bassist war nun Wolfgang Wagner tätig. Für eine Erweiterung der Gruppe zum Septett wurden Albert Mangelsdorff, Joki Freund und Gerald Weinkopf verpflichtet.
Statt amerikanische Standards zu spielen, spezialisierte sich Lauth auf Originalkompositionen, verjazzte aber auch deutsche Operetten- und Schlagermelodien wie „Kauf Dir einen bunten Luftballon“. Durch seine Verbindung von Jazz und Barockmusik sowie Musical- und Schlagermelodien erlangte Lauth große Popularität. Zwischen 1965 und 1967 schuf Lauth drei viel beachtete Ballett-Kompositionen für das Nationaltheater Mannheim, die er mit seinem Jazz-Ensemble, dem neben Hartschuh auch Emil Mangelsdorff und Sigi Schwab angehörten, mehr als 130 Mal aufführte. Bei den Donaueschinger Musiktagen 1967 wurde seine Kantate „Denn Liebe ist stark wie der Tod“ für Chor und Jazz-Ensemble uraufgeführt (Schallplatte 1968). Daneben nahm er auch mit dem Organisten Klaus Wunderlich auf. Ende der 1960er Jahre zog er sich zunächst aus dem aktiven Jazz-Geschehen zurück. In den letzten Jahren ist Lauth wieder mit den Jazz Seniors von Fritz Münzer aufgetreten.
Wolfgang Lauth war für die Musik von Manfred Baiers für die BASF produzierten Dokumentarfilm Um Jahrmillionen voraus (Millions of Years Ahead of Man) über die südamerikanische Blattschneiderameise verantwortlich, der 1976 für den Oscar für den besten Dokumentar-Kurzfilm nominiert war.
Etwa 30 Jahre arbeitete Lauth unter der Leitung des Redakteurs Sigurd König für den damaligen SDR, Sendestelle Heidelberg, als musikalischer Leiter und Hauskomponist. Er schrieb in dieser Zeit unzählige Chansons für Interpreten wie Karin Eickelbaum, Doris Gallart, Iska Geri, Edith Hancke, Hanns Dieter Hüsch, Hans Korte, Otto Stern, Gerd Vespermann u. v. a. 
1999 veröffentlichte Lauth seine Erinnerungen mit dem Titel These Foolish Things.

## Diskographie (Auswahl)
- 1956: Spielt modern Jazz – 10″ LP – Telefunken LA 6166 (D; auch unter dem Titel Interpreta Jazz moderno in Spanien als Telefunken TLF 15015) mit Werner Pöhlert (g), Hans Kresse (b), Joe Hackbarth (dm)
- 1957: Jazz und alte Musik – 10″ LP – Telefunken LA 6193 mit Werner Pöhlert (g), Peter Trunk (b), Jo Hackbarth (dm), Dr. Tröller und Joachim Ernst Berendt (Sprecher)
- 1957: New Jazz from the Old World – Pulse 3001 (USA) mit Jo Hackbarth (dm), Fritz Hartschuh (vib), Wolfgang Wagner (b)
- 1964: Play Barock – Telefunken BLE 14339-P mit Albert Mangelsdorff (tb), Gerald Weinkopf (fl), Fritz Hartschuh (vib), Wolfgang Wagner (b), Joe Hackbarth (dm), Joki Freund (ts), Werner Pöhlert (g), Egon Denu (tb), Rudi Steuernagel (ts), Addie Feuerstein (fl), Horst Seidelmann (dm)
- 1969: Diverse Interpreten Neue Geistliche Lieder – Schwann ams-studio 300 (Sampler)
- 1982: Jazz zum Holzwurm – Altaxan AL 1027 mit Fritz Münzer (fl, alto+baritione-sax), Hans Laib (ts, p), Jochen Schaal (b), Sigi Lübke (dm), Peggy Drake (vl), Toni Rabold (tr + flh)
- 1983: Jazz For Fun – Trend Records TLP 005 mit Fritz Münzer (fl), Fritz Hartschuh (vib), Thomas Tscheschner (b), Klaus Nagel (g), Peter Lübke (dm), Jochen Schaal (b)
- 1987 Jazz For Fun Vol. 2 – Trend Records TLP 012 mit Fritz Hartschuh (vib), Günter Lenz (b), Jörg Gebhard (dr), Fritz Münzer (fl)

## Autobiographie
- These foolish things. Jazztime in Deutschland: ein swingender Rückblick. Quadrate-Buchhandlung, Mannheim 1999, ISBN 3-924704-29-5.

## Trivia
Jahrzehntelang führte Wolfgang Lauth im amtlichen Telefonbuch für den Vorwahlbereich '0621', gültig für Mannheim und Ludwigshafen (bis zur Ausgabe 2010/11) die Berufsbezeichnung „Akkordarbeiter“ als Zusatz zu seinem Namenseintrag. Nicht etwa „Pianist“ oder „Musiker“, wie viele seiner Kollegen, dennoch zutreffend, denn ohne jeden Zweifel arbeitete er mit Akkorden.